# Гурєєва Людмила Миколаївна
Гуреєва  Людмила Миколаївна (12 лютого 1943, Одеса, Українська РСР — 4 жовтня 2017, Москва, РФ) — українська радянська волейболістка, гравчиня збірної СРСР, володарка срібних нагород Олімпіади 1964 року в Токіо. Нападниця. Зріст — 184 см.

## Життєпис
Народилася в Одесі, Україна. Почала займатися волейболом в Одесі. Виступала за команди: до 1964 — «Буревісник» (Одеса, тренер Юрій Курильський), 1964—1978 — ЦСКА . Семиразова чемпіонка СРСР (1961, 1965—1969, 1974), триразова срібна (1972, 1973, 1977) і дворазова бронзова (1962, 1975) призерка союзних першостей, переможниця Кубка СРСР 1972, переможниця Кубка європейських чемпіонів (1966 і 1967). Чемпіонка Спартакіади народів СРСР 1967 у складі збірної Москви .
У складі студентської збірної СРСР 1965 року стала чемпіонкою Всесвітньої Універсіади.
У складі національної збірної СРСР 1964 року — срібна призерка Олімпійських ігор (Токіо).